# Danh sách phim của Lightstorm Entertainment
Bài viết này liệt kê các bộ phim của công ty sản xuất độc lập của Mỹ Lightstorm Entertainment:
- Kẻ huỷ diệt 2: Ngày phán xét (1991)
- The Abyss: Special Edition (1993)
- True Lies (1994)
- Strange Days (1995)
- T2 3-D: Battle Across Time (1996)
- Titanic (1997)
- Solaris (2002)
- Avatar (2009)
- Alita: Thiên Thần Chiến Binh (2019)
- Kẻ hủy diệt: Vận mệnh đen tối (2019)

### Các dự án sắp tới
- Avatar 2 (2022)[1]
- Avatar 3 (2024)[1]
- Avatar 4 (2026)[1]
- Avatar 5 (2028)[1]
- The Informationist (TBA)[2]